# Agalawatta Division
Agalawatta Division är en division i Sri Lanka.   Den ligger i distriktet Kalutara District och provinsen Västprovinsen, i den södra delen av landet, 60 km sydost om huvudstaden Colombo. Antalet invånare är 36 456.